# Hansi Seestaller
Hansi Seestaller, né le 5 novembre 1982 à Kolbermoor, est un joueur professionnel de squash représentant l'Allemagne. Il atteint en janvier 2002 la 117e place mondiale sur le circuit international, son meilleur classement. Il est champion d'Allemagne en 2005.

## Palmarès

### Titres
- Championnats d'Allemagne : 2005